# Born (Holandia)
Born – miasto liczące około 15 000 mieszkańców holenderskim zespole miejskim Sittard-Geleen. Mieści się w nim port wykorzystujący Kanał Juliany oraz fabryka samochodów Nedcar, gdzie produkuje się auta marki BMW (m.in. Mini).
Do 2001 Born było samodzielnym administracyjnie miastem.